# Théorème d'Erdős-Mordell
Pour les articles homonymes, voir Théorème d'Erdős.

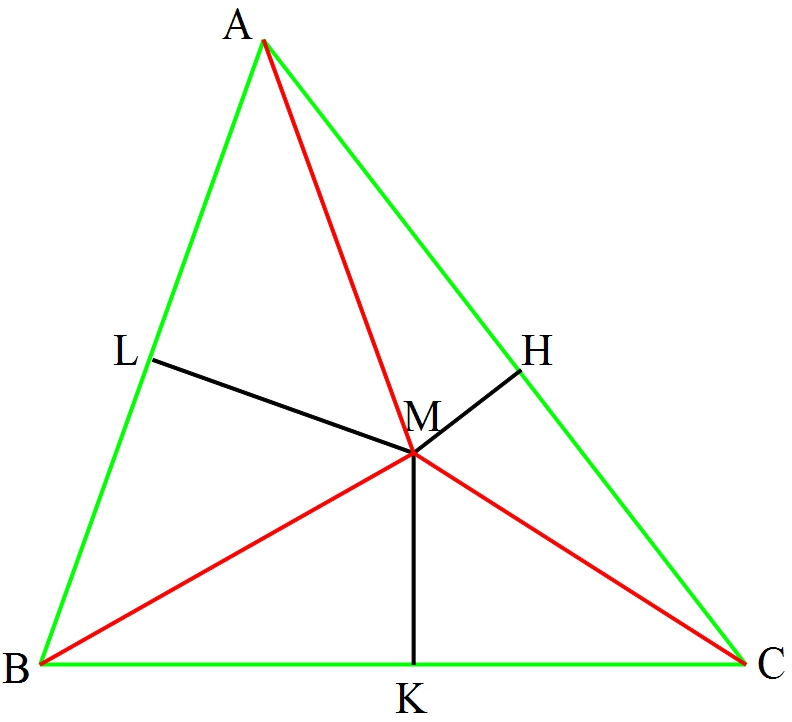
Illustration du théorème d'Erdős-Mordell : la somme des longueurs des trois segments rouges est supérieure ou égale au double de la somme des longueurs des trois segments noirs.

En géométrie euclidienne, le théorème d'Erdős-Mordell, ou inégalité d'Erdős-Mordell, donne une comparaison entre la somme des distances d'un point aux côtés d'un triangle et la somme des distances aux sommets. Il porte les noms des mathématiciens Paul Erdős qui l'a conjecturé en 1935 et Louis Mordell qui l'a prouvé en 1937, conjointement avec David Francis Barrow (en), en utilisant la trigonométrie. Des preuves plus élémentaires que celle de Mordell furent données par Donat K. Kazarinoff en 1945, puis par Leon Bankoff en 1958.

## Énoncé
Pour tout point {\displaystyle M} intérieur à un triangle ou situé sur sa frontière, la somme des distances de {\displaystyle M} aux trois sommets est ou supérieure ou égale au double de la somme des distances de {\displaystyle M} aux [droites portant les] trois côtés, avec égalité si et seulement si le triangle est équilatéral et {\displaystyle M} en est le centre,,,,.
Plus précisément, soit {\displaystyle ABC} un triangle, {\displaystyle M} un point intérieur à ce triangle,  {\displaystyle H,K} et {\displaystyle L} les projetés orthogonaux de {\displaystyle M} respectivement sur {\displaystyle (AC)}, {\displaystyle (BC)} et {\displaystyle (AB)}. L'inégalité d'Erdős-Mordell s'énonce : 
{\displaystyle MA+MB+MC\geqslant 2(MH+MK+ML)\,\,(1)}.

## Démonstration
La plupart des démonstrations aboutissent à l'inégalité : 
{\displaystyle MA+MB+MC\geqslant \left({\frac {c}{a}}+{\frac {a}{c}}\right)MH+\left({\frac {c}{b}}+{\frac {b}{c}}\right)MK+\left({\frac {b}{a}}+{\frac {a}{b}}\right)ML\,\,(2)},
où l'on a posé {\displaystyle a=BC,b=CA,c=AB}.
On en déduit bien l'inégalité (1)  car {\displaystyle \left(x+1/x\right)\geqslant 2} pour tout {\displaystyle x>0}.

### Une démonstration
Elle consiste à prouver  {\displaystyle MA\geqslant {\frac {bML+cMH}{a}}\,\,(3)}. Par permutation, on obtient {\displaystyle MB\geqslant {\frac {cMK+aML}{b}}} et {\displaystyle MC\geqslant {\frac {aMH+bMK}{c}}}, et en additionnant ces trois inégalités, on obtient l'inégalité (2).
D'après la cocyclicité de {\displaystyle H,M,L,A} (angles droits en {\displaystyle H} et {\displaystyle L}) , les angles {\displaystyle {\widehat {HLA}}} et {\displaystyle {\widehat {HMA}}} sont égaux.
Notons maintenant {\displaystyle E} et {\displaystyle F} les projections orthogonales de {\displaystyle B} et {\displaystyle C} sur la droite {\displaystyle (LH)}. On a alors
{\displaystyle a\geqslant EF=EL+LH+HF}.
Les angles opposés par le sommet {\displaystyle {\widehat {BLE}}} et {\displaystyle {\widehat {HLA}}} étant égaux, donc aussi {\displaystyle {\widehat {BLE}}} et {\displaystyle {\widehat {HMA}}}, les triangles rectangles {\displaystyle BLE} et {\displaystyle HMA} sont semblables, ce qui implique {\displaystyle {\frac {LE}{MH}}={\frac {BL}{MA}}}. On montre de façon similaire que {\displaystyle FH=ML{\frac {CH}{MA}}}.
On obtient donc {\displaystyle aMA\geqslant MA\cdot (EL+LH+HF)=BL\cdot MH+ML\cdot CH+LH\cdot MA}.
D'autre part, le théorème de Ptolémée appliqué au quadrilatère inscriptible {\displaystyle ALMH} permet d'écrire que {\displaystyle LH\cdot MA=AL\cdot MH+AH\cdot ML}.
En combinant les deux résultats, on obtient l'inégalité (3). 

### Cas d'égalité
Dans le passage de (2) à (1), on a égalité si et seulement si {\displaystyle AB=BC=CA} autrement dit si le triangle est équilatéral.
L'inégalité (3) est une égalité si seulement si {\displaystyle (EF)} est parallèle à {\displaystyle (BC)} et de même pour les deux autres cas, donc si et seulement si {\displaystyle M} se trouve sur les trois hauteurs, donc enfin si et seulement si {\displaystyle M} est le centre du triangle.

## Généralisation aux polygones convexes
Pour tout point {\displaystyle M} intérieur à un polygone convexe à {\displaystyle n} côtés ou situé sur sa frontière, la somme des distances de {\displaystyle M} aux {\displaystyle n} sommets est ou supérieure ou égale à la somme des distances de {\displaystyle M} aux [droites portant les] {\displaystyle n} côtés divisée par {\displaystyle \cos {\frac {\pi }{n}}}.